# Johnny cien pesos
Johnny cien pesos é um filme de drama chileno de 1993 dirigido e escrito por Gustavo Graef Marino. Foi selecionado como representante do Chile à edição do Oscar 1994, organizada pela Academia de Artes e Ciências Cinematográficas.

## Elenco
- Armando Araiza - Johnny García
- Patricia Rivera - Gloria
- Willy Semler - Freddy
- Aldo Parodi - Loco
- Rodolfo Bravo - Washington
- Eugenio Morales - Leo